# 加里·卡斯帕羅夫
加里·基莫维奇·卡斯帕罗夫（羅馬化：Garry Kimovich Kasparov；1963年4月13日—），俄罗斯国际象棋棋手，国际象棋特级大师，前國際象棋世界冠軍。曾在1999年7月达到2851国际棋联国际等级分。在1985年至2006年間曾23次獲得世界排名第一。曾11次取得西洋棋奧斯卡獎。退出棋壇後積極參與政治，成為俄羅斯反對派的領袖。

## 早年
卡斯帕罗夫於1963年4月13日出生于蘇聯阿塞拜疆蘇維埃社會主義共和國的巴库，原名加里·韋恩施泰因 (Garri Weinstein) ，父親是猶太人，母親是亞美尼亞人。卡斯巴羅夫8岁开始接受职业训练，1978年取得大师称号，1981年开始代表苏联参加国际象棋奥林匹克团体赛，并取得特级大师头衔。1984年，卡斯帕罗夫取得了向世界冠军阿纳托利·卡尔波夫挑战的权利。
当年的冠军争霸战规定先赢6盘者为胜，卡尔波夫很快在前九局就取得了4-0的领先优势，但是卡斯帕罗夫凭借着自己的年龄优势（比卡尔波夫年轻12岁），顽强地将比赛拖入到一系列令人精疲力竭的平局中，在连续17局平局后，卡尔波夫再胜一局，以5-0领先，但是在第32局，卡斯帕罗夫终于取得了第一场胜利，并在第47和48局连续取胜，将比分追到5-3。就在这时，国际棋联以保护两位棋手身体为名强行中止了比赛。
1985年，国际棋联重新举办了争霸赛，并将规则改为在24盘棋中先得12.5分为胜，平局则判定为卫冕者胜利。最终，卡斯帕罗夫以13-11获得胜利，并在次年以12.5-11.5再次击败卡尔波夫。1987年，卡尔波夫卷土重来，第四次与卡斯帕罗夫争霸，在最后一盘时，卡斯帕罗夫以11-12落后，在背水一战中，两人进行了长时间的绞杀，最后卡斯帕罗夫凭借在第一时限结束时获得的一兵优势最终取胜，以12-12的平局成绩卫冕成功。1990年，在两人的第五次对决中，卡斯帕罗夫以12.5-11.5取胜。
1993年，英国棋手奈傑爾·肖特击败卡尔波夫获得挑战权，卡斯帕罗夫与其商定脱离国际棋联的管辖，在卡斯帕罗夫创办的职业象棋协会旗帜下自行举办挑战赛，为此两人均被逐出国际棋联。（国际棋联另行举办冠军赛，结果卡尔波夫取得了胜利）卡斯帕罗夫在挑战赛中击败了肖特，其后又击败了印度天才维斯瓦纳坦·阿南德的挑战。

## 與深藍的對弈
1996年及1997年，卡斯帕羅夫曾兩度與IBM開發的超級電腦深藍進行國際象棋比賽，並勝出首次比賽，成績是三勝二和一負；1997年，深藍以二勝三和一負擊敗卡斯帕羅夫於最後關鍵一局第19手棄子投降。棋王在會後表示：“我要聲明，我的失敗與科技無關，因為電腦的表現完全沒有機械的慣性，我不相信有這樣優越的電腦”。棋王要求重賽。但IBM拒絕，並迅速將深藍拆卸，使卡斯帕羅夫無法報仇。2003年，一部紀錄片正為此而拍攝，名為《遊戲結束：卡斯帕羅夫與電腦》（Game Over: Kasparov and the Machine）；該片指出，深藍廣被宣傳的勝利，是由IBM一手炮製，務求令其股票價格上升。

## 與全世界的對弈
1999年，MSN主辦了一場由卡斯帕羅夫一人對抗來自全世界75個國家超過五萬名西洋棋愛好者的網路比賽。棋賽以每天下一步的速度進行，卡斯帕羅夫有一整天的時間可以構思下一步，而來自全世界的玩家則也有同樣多的時間在網路上以投票的方式決定要下哪一步。比賽從該年6月21日、由卡斯帕羅夫執白棋下了1.e4之後開始，而在經過了四個月的漫長大戰之後，於同年10月22日、卡斯帕羅夫下完了第62步之後，世界隊伍投票決定投降，因而卡斯帕羅夫獲勝。
卡斯帕羅夫事後表示，「我花在分析這盤棋上的時間比過去任何一場比賽都還要多」。

## 退出棋壇
2000年，卡斯帕罗夫在同弗拉迪米尔·克拉姆尼克的比赛中以6.5-8.5落败，从而失去了世界冠军头衔。2004年，他終於拿下了俄罗斯国际象棋锦标赛的冠軍，完成了各大頂級賽事的全滿貫後，他表示他已經幾乎達成他在西洋棋世界中的所有目標，隨後2005年初在西班牙南部利納雷斯的一項著名賽事中，第九次贏得冠軍後，宣佈在職業象棋手生涯中退休，他退休時仍保有當時為世界最高的2812積分。
卡斯帕罗夫從棋壇引退之後，積極參與政治，成为总统弗拉基米尔·普京的主要反对派之一。2007年4月15日，在參加反普京總統的示威遊行時，遭警方逮捕，被以違反公共秩序的罪名罰款1000盧布後獲釋。11月份，他再次因为参与反政府、反对普京的示威游行而被逮捕。最終，由於在2011年－2013年俄罗斯示威的積極參與而受到當局的深入調查，他不得不舉家逃離俄羅斯，前往曼哈頓生活。2014年，在米蘭諾維奇的幫助下，他取得克羅埃西亞國籍後回到歐洲。近年來，他主要在當地進行西洋棋和人權理念的推廣，並偶爾參加一些快棋比賽，但沒有突出成績。
2024年3月，卡斯帕罗夫被俄罗斯金融监管机构列入「恐怖分子和极端分子」名单，以限制他的银行交易和活动。他对此表示，这份名单表彰更多的是对普京法西斯政权的褒奖，而不是他本人。6月，俄罗斯执法官员告知新闻媒体，称已有充足的理由起诉卡斯帕罗夫，并不排除将以俄罗斯的「外国代理人」进行刑事诉讼。

## 外部連結
- Garry Kasparov games at 365Chess.com（页面存档备份，存于）
- The Other Russia, Civic Coalition for Democracy - Official site（页面存档备份，存于）